# Правителство на Александър Цанков 2
Второто правителство на Александър Цанков е четиридесет и трето правителство на Царство България, назначено с Указ № 9 от 22 септември 1923 г. на цар Борис III. Управлява страната до 4 януари 1926 г., след което е наследено от първото правителство на Андрей Ляпчев.

## Политика
На 22 срещу 23 септември 1923 г. избухват бунтове в Северозападна България. След десетдневни боеве (Брусарци, Лом, Бойчиновци) армията успява да разгроми работническо-селските отряди. Много от въстаниците, между които и ръководителите Георги Димитров, Васил Коларов и Гаврил Генов, за да се спасят, са принудени да емигрират в КСХС. Въпреки споразумението между ВМРО и БКП (т.с.), че въстание в Пиринския край няма да има, на 23 септември същата година въоръжените комунисти и селяни завземат Разлог. В отговор организацията разрешава на четите си да участват в потушаването на въстанието.
В началото на октомври същата година въстанието е потушено в цялата страна. Неедновременното му избухване позволява на правителството да използва максимално възможностите на малобройната българска армия. БЗНС и БКП (т.с.) понасят тежък удар, а Демократическият сговор стабилизира позициите си. За да укрепи международния си авторитет, новата власт насрочва на 18 ноември същата година парламентарни избори. Те са спечелени с огромно мнозинство от управляващата коалиция, към която се присъединява и БРСДП (ш.с.). Овладяло Народното събрание, правителството получава възможност да продължи борбата срещу БКП (т.с.) и БЗНС чрез законодателна дейност. На 4 януари 1924 г. е гласуван „Закон за защита на държавата“, който забранява организациите, служещи си с революционни методи, и предвижда тежки наказания за привържениците им. Въз основа на него извън закона са обявени БКП (т.с.), Комунистическия младежки съюз, кооперация „Освобождение“, Партията на труда и Общият работнически синдикален съюз. През 1924 г. правителството отменя осемчасовия работен ден в предприятията и аграрната реформа и ограничава участието на студентите в обществения живот. Продължава екзекутирането без съд и присъда на водещи фигури от БКП (т.с.) и БЗНС (Петко Д. Петков, Тодор Страшимиров и т.н.).
Основната задача на правителството във външната политика е да се убедят съседите и Великите сили, че България няма реваншистки намерения. Потвърдени са ангажиментите на страната по Ньойския договор и Нишката спогодба. Въпреки това Сръбско-хърватско-словенското кралство и Гърция следят с явно подозрение действията на Демократическия сговор. Сръбско-хърватско-словенското кралство приютява избягалите на негова територия дейци на БЗНС и БКП (т.с.) и поддържа войски по границата. През октомври 1925 г., преследвайки чети на ВМРО, гръцката армия навлиза в Петричко. Тя се изтегля едва след намесата на Обществото на народите (България получава подкрепата на Италия). Гърция се задължава да плати 30 милиона лева обезщетение на България.
В края на 1924 г. правителството стабилизира своите позиции. В промишлеността и земеделието се наблюдава голям ръст на производството. Стабилизира се българският лев и намалява безработицата. В цяла Европа и в България е налице отлив на работниците и селяните от революционната борба. Тези промени не се забелязват от ръководството на БКП (т.с.), което под натиска на Коминтерна продължава подготовката на ново въстание. На „белия терор“ на правителството отговарят с бомбени атентати, убийства на сговористи и поява на терористични чети. На 16 април същата година военният център на БКП (т.с.) подготвя атентат в църквата „Света Неделя“ по време на опелото на о.з. генерал Константин Георгиев (убит от нелегални). Целта е да бъде унищожено присъстващото на ритуала ръководство на Демократическия сговор. В резултат на мощния взрив са убити над 140 офицери, генерали и невинни граждани. Между жертвите няма нито един министър. Царят закъснява за опелото и остава невредим. Атентатът и последвалото обществено недоволство от действията на комунистите дават възможност на правителството да нанесе мощен удар върху БКП (т.с.) и БЗНС. Избит е елитът на организациите. Направена е поправка в „Закона за защита на държавата“, която предвижда смъртна присъда не само на „извършилите общественоопасно деяние“, но и за хората които им помагат.
В края на 1925 г. в Сговора окончателно се обособяват две течения – крайно дясно, начело с проф. Александър Цанков и офицерите от Военния съюз, които са за продължаване на открития терор в страната, и умерено, включващо дейците на старите буржоазни партии (демократите на Александър Малинов и БРСДП (ш.с.) напускат обединението след Септемврийското въстание). Умерените са за възстановяване на правата и свободите, залегнали в Търновската конституция, и за борба с революционните сили посредством законодателни актове и съдилища. Жестокостите, извършени от правителството през септември 1923 г. и в периода април – май 1925 г., довеждат до поредната международна изолация на България. В същото време страната се нуждае спешно от нов заем, който да стабилизира икономическото ѝ положение и да смекчи проблемите на бежанците от Западна Тракия, Добруджа и Македония. Умереното течение в Сговора умело използва проблемите на правителството и предизвиква оставката му в началото на януари 1926 г.

## Съставяне
Кабинетът, оглавен от Александър Цанков, е образуван от политически дейци на Демократическия сговор.

### Кабинет
Сформира се от следните 8 министри:
| министерство                                | име | име                  | партия                |
| ------------------------------------------- | --- | -------------------- | --------------------- |
| министър-председател                        |     | Александър Цанков    | Демократически сговор |
| външни работи и изповедания                 |     | Христо Калфов        | Демократически сговор |
| вътрешни работи и народно здраве            |     | Иван Русев           | Демократически сговор |
| народно просвещение                         |     | Александър Цанков    | Демократически сговор |
| финанси                                     |     | Петър Тодоров        | Демократически сговор |
| правосъдие                                  |     | Янко Стоянчов (упр.) | Демократически сговор |
| война                                       |     | Иван Вълков          | военен                |
| търговия, промишленост и труда              |     | Цвятко Бобошевски    | Демократически сговор |
| земеделие и държавни имоти                  |     | Янаки Моллов         | Демократически сговор |
| железници, пощи и телеграфи                 |     | Димо Казасов         | БРСДП (ш.с.)          |
| обществени сгради, пътища и благоустройство |     | Янко Стоянчов        | Демократически сговор |

### Промени в кабинета

#### от 29 януари 1924
| министерство | име | име            | партия                |
| ------------ | --- | -------------- | --------------------- |
| правосъдие   |     | Рашко Маджаров | Демократически сговор |

#### от 20 февруари 1924
| министерство                | име | име                 | партия                |
| --------------------------- | --- | ------------------- | --------------------- |
| железници, пощи и телеграфи |     | Янаки Моллов (упр.) | Демократически сговор |

#### от 3 ноември 1924
| министерство                   | име | име               | партия                |
| ------------------------------ | --- | ----------------- | --------------------- |
| правосъдие                     |     | Цвятко Бобошевски | Демократически сговор |
| търговия, промишленост и труда |     | Димитър Христов   | Демократически сговор |
| железници, пощи и телеграфи    |     | Рашко Маджаров    | Демократически сговор |

## Събития
- 23 септември 1923 – Започва Септемврийското въстание, организирано от БКП.
- 16 април 1925 – Атентат в църквата „Света Неделя“, най-тежкият терористичен акт в историята на България
- Априлски събития в България (1925) – насилствените действия на правителството срещу левите и опозиционни сили след атентата в църквата „Света Неделя“.